# Webley (револьвер)
Webley — револьвер з переломною рамою під патрон .455 British service. Почав вироблятися в 1887 році й у різних модифікаціях був основною короткоствольною зброєю солдат та офіцерів Британської армії аж до 1963 року.

## Загальні відомості
У 1887 році револьвер системи Веблей-Грін (Грін — конструктор вузла замикання) був прийнятий на озброєння Британської армії. З 1932 року поступово почали замінятися спершу револьверами Енфілд, а потім — пістолетами Browning Hi-Power, але залишались на озброєнні до 1963 року. Слід зазначити, що британці останніми відмовилися від револьверів з переломною рамкою. Така схема, досить популярна в другій половині XIX століття, забезпечує досить високу швидкість перезарядки, порівнянну з револьверами з відкидним убік барабаном, проте переломна рамка, в порівнянні з цілісною того ж розміру і ваги, складніша у виготовленні й менш міцна. Крім того, ця схема критична до міцності й ступеня зносу замка рамки. Тому не дивно, що британці використовували в своїх переломних револьверах, з одного боку, порівняно малопотужні патрони .45 і .38 калібрів (патрон .455 мав кулю масою 17,7 гр. з початковою швидкістю до 180 м/с, що забезпечує дулову енергію лише в 288 Джоулів; патрон .38/200 розганяє кулю вагою 13,6 гр. всього до 190—195 м/с, розвиваючи дулову енергію близько 250 Джоулів, що відчутно менше, ніж у інших патронів аналогічного калібру — наприклад, патрон .45 АСР генерує дулову енергію приблизно 400—500 Джоулів, .38 Special — близько 300—350 Джоулів, 9х19 мм Парабелум — 500—600 Джоулів). З другого боку, ряд пізніх револьверів Webley успішно перероблювали під патрони .45 АСР (з використанням плоских обойм на 3 патрони).

## Конструкція
Усі револьвери Webley мали ударно-спусковий механізм подвійної дії, характерну рамку, яка переламувалася в нижній передній частині. При переламуванні автоматично вмикається екстрактор, який одночасно висуває з барабана стріляні гільзи. Замикання рамки здійснюється досить простим замком системи Гріна, що має вигляд П-подібної скоби, яка верхньою поперечиною захоплює хвостовик верхньої половини рамки. Замок управляється важелем на лівій стороні рамки, при натисканні на який поперечина відходить назад і звільняє верхню частину рамки. На правій стороні рамки відкрито розташована V-подібна плоска пружина замка.

## Модифікації
Револьвери Webley випускалися різних розмірів і під різні патрони, нижче описані тільки модифікації, які офіційно перебували на озброєнні в Британській імперії.
- Webley revolver, .455, Mark 1 Прийнято на озброєння в 1887 році, розрахований під патрони з димним порохом. Ствол довжиною 4 дюйми (101 мм), рукоятка у формі «пташиної голови».
- Webley revolver, .455, Mark 2 Прийнято на озброєння в 1894 році як розвиток Mark 1. У казенній частині рамки додана знімна сталева пластина, посилений курок, рукоятка зроблена більш округлої форми.
- Webley revolver, .455, Mark 3 Прийнято на озброєння в 1894 році, відрізнявся від Mark 2 поліпшеним замком барабана, крім того, барабан став знімним (для чищення). З 1905 частину револьверів стали випускати зі стволом довжиною 5 дюймів (125 мм).
- Webley revolver, .455, Mark 4 Прийнято на озброєння в 1899 році, відрізнявся від попередника використанням сталей інших марок, полегшеним і зменшеним курком і збільшеними долями барабана. З 1905 частину револьверів стали випускати зі стволом довжиною 5 дюймів (125 мм).
- Webley revolver, .455, Mark 5 Прийнято на озброєння в 1913 році. Mark 5 призначався для використання патронів з бездимним порохом (кордітом) і мав відповідно посилений і збільшений барабан.
- Webley revolver, .455, Mark 6 Цей револьвер можна розглядати як остаточний, доведений до досконалості варіант Webley, який залишався на озброєнні британської армії до кінця Другої світової війни, хоча формально він був замінений револьвером Енфілд калібру .38 ще в 1932 році. Відмінності від моделі Мк V були невеликі. Ствол, як і раніше, мав 6 дюймів у довжину, проте форма рукоятки стала трапецієподібною, тоді як у попередньої версії вона мала форму «пташиної голівки».

Револьвер Мк VI втілив у собі й кілька незвичайних нововведень. Наприклад, його різновид «Прічард-Грінер байонет» комплектувався багнетом старого французького типу з латунною рукояткою, що кріпився за мушку й мав використовуватися як крайній засіб для ведення бою на короткій дистанції. З механізмом зброї він не був пов'язаний і вести вогонь не заважав. Подібні револьвери посилено нав'язувалися покупцям (без особливого, втім, успіху) як безсумнівна підмога в рукопашному бою. Розроблено було для цих револьверів і приставний приклад, але поширення він не набув.
- Webley revolver, .38, Mark 4 Офіційно прийнятий на озброєння в 1942 році. Спочатку цей револьвер був зменшеною копією револьвера .455 Mark 6 під патрон .38 S&W, розробленої в 1923 році фірмою Webley як зброя для поліції і цивільних потреб. Цікаво, що офіційно з озброєння в Британських збройних силах цей револьвер не був знятий аж до 1963 року.

## Оператори
- Британська імперія[1]
- Велика Британія
- Гонконг
- Індія
- Ірландія
- Ізраїль
- Люксембург
- Філіппіни
- Сінгапур

## Револьвери Webley в масовій культурі

### В кінематографі
- Хрещений батько 2 — Webley Mk VI використовував молодий Віто Корлеоне для вбивства дона Фануччі
- Індіана Джонс і останній хрестовий похід та Індіана джонс і королівство кришталевого черепа — особиста зброя Індіани Джонса
- Судний день — з револьвера Webley Mk VI застрелився британський прем'єр-міністр Гетчер
- Вірус — Webley Mk VI є особистою зброєю капітана Евертона
- Гострі козирки — особиста зброя Джона Шелбі
- Великий Гетсбі
- Хеллсінг — Webley Mk VI використовував лідер Круглого Столу Британської Імперії, сер Г'ю Айлендс
- Шерлок Холмс і Шерлок Холмс: Гра тіней — револьвери Webley використовують Шерлок Холмс, доктор Ватсон і частина злочинців
- Пригоди Шерлока Холмса і доктора Ватсона — Webley Mk VI є особистою зброєю Шерлока Холмса і доктора Ватсона
- Особливо небезпечний — Webley Mk VI є особистою зброєю Майстра

### У відеоіграх
- Серія ігор Sniper Elite
- Серія ігор Battlefield (Battlefield 1, Battlefield 5, Battlefield 2042)